# خولیسا بییانوئوا
خولیسابییانوئوا (اسپانیایی: Julissa Villanueva‎؛ زادهٔ ۱۲ مهٔ ۱۹۷۲) پزشک قانونی اهل هندوراس است.
او پس از ابتلا پدرش به بیماری کزاز، به تحصیل در رشته پزشکی روی آورد. او در حال حاضر پزشک متخصص بیماری‌های آسیب‌شناسی می‌باشد.
در سال ۲۰۱۸ او جایزه بین‌المللی زنان شجاع را از وزارت امور خارجه ایالات متحده آمریکا از بانوی اول آمریکا ملانی ترامپ دریافت کرد.